# Hakuna matata
Pour la chanson, voir Hakuna Matata (chanson).
Pour les articles homonymes, voir Matata.
 (novembre 2013).
Si vous disposez d'ouvrages ou d'articles de référence ou si vous connaissez des sites web de qualité traitant du thème abordé ici, merci de compléter l'article en donnant les références utiles à sa vérifiabilité et en les liant à la section « Notes et références ».

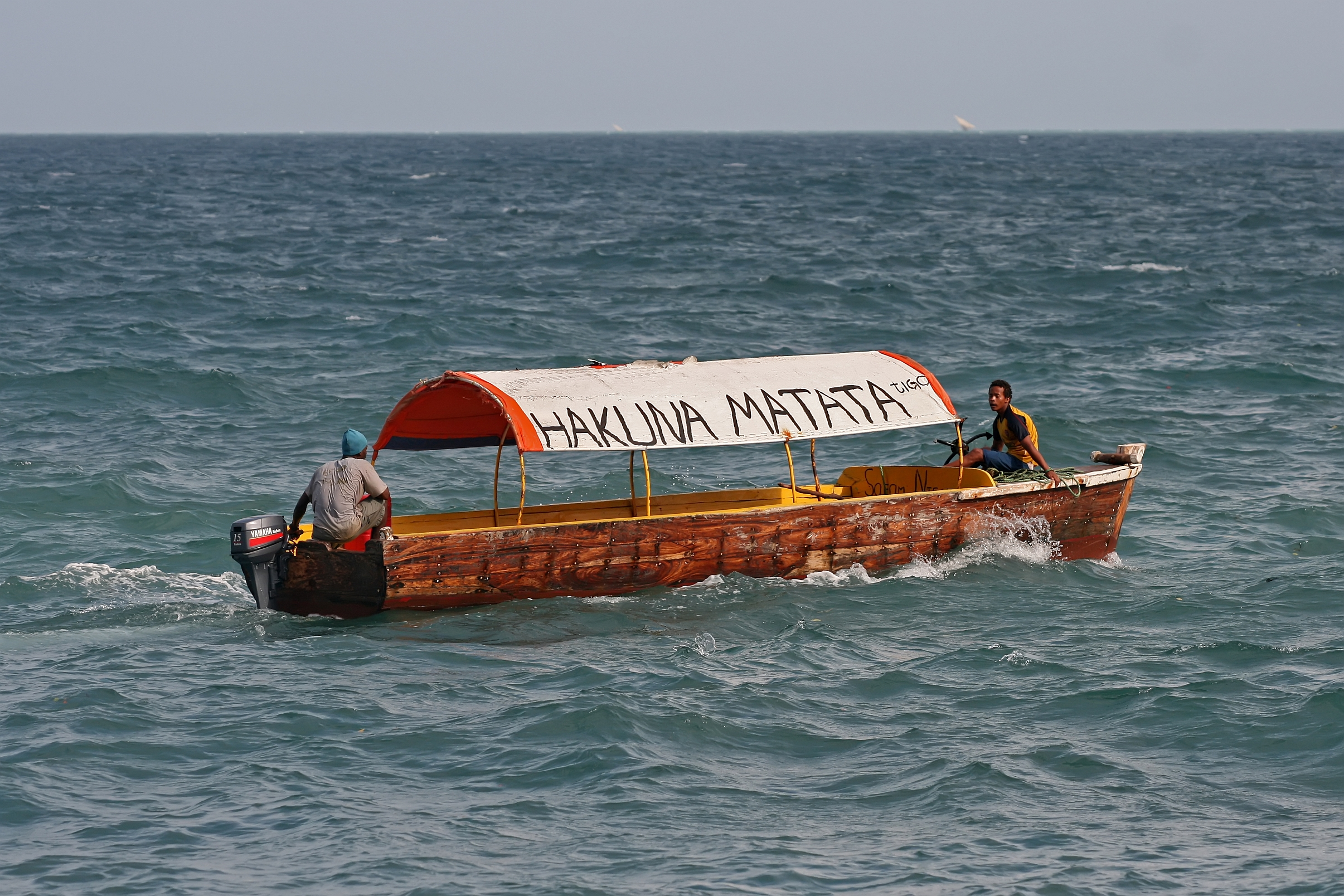
Bateau arborant la devise à Zanzibar.

Hakuna matata est une devise issue de l'expression swahilie Hakuna matatizo, signifiant « il n'y a pas de problème ». L'expression s'est d'abord fait connaître dans les pays occidentaux en 1983, avec la reprise, par Boney M., de la chanson Jambo Bwana (« Bonjour Monsieur ») du groupe kényan Them Mushrooms (en), sortie l'année précédente et qui reprend la phrase « Hakuna matata » dans son refrain. Elle a ensuite connu une nouvelle popularité avec la chanson Hakuna Matata dans le film d'animation Le Roi lion en 1994.

## Culture

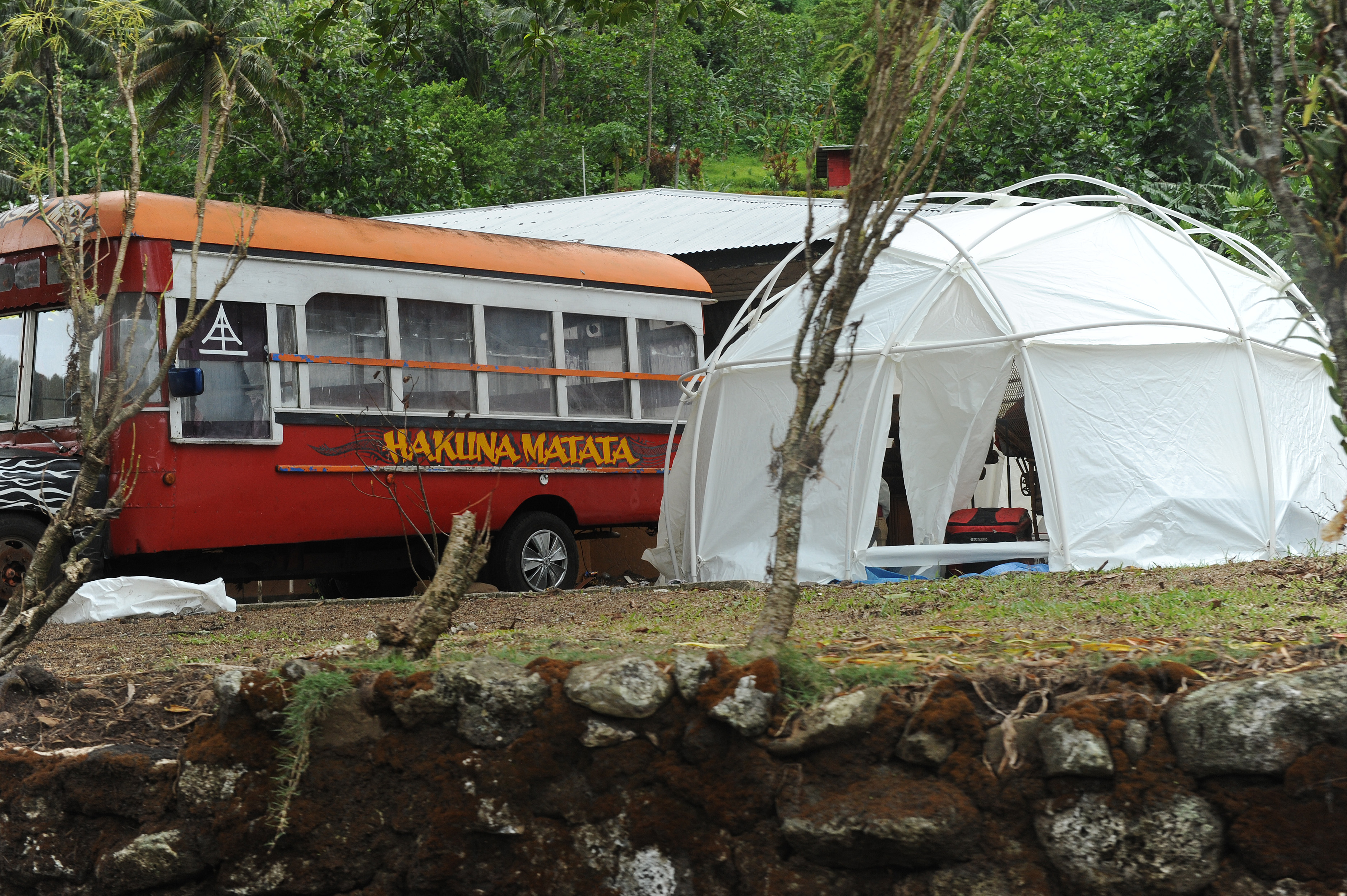
Bus portant l'inscription « Hakuna matata » aux îles Samoa.

En 1982, le groupe kényan Them Mushrooms (en) enregistre la chanson Jambo Bwana, destinée principalement à être diffusée aux touristes en visite sur la côte est-africaine tout en leur apprenant des rudiments de kiswahili.
En 1983, le célèbre groupe de disco Boney M reprend la chanson en single (avec des paroles en grande partie traduites et de grandes libertés musicales), et lui donne sa première audience mondiale, ainsi qu'à l'expression « Hakuna matata ». La chanson connaîtra par la suite de très nombreuses reprises.
L'usage de cette expression apparaît dans les dessins occidentaux dans la bande dessinée suédoise Bamse, au milieu des années 1980, où le bébé fille de Bamse, Brumma, dit comme premiers mots Hakuna matata, ce que personne ne comprend.  Mais l'expression « Hakuna matata » a surtout été grandement popularisée en 1994 par le film d'animation des studios Disney Le Roi lion, et, à sa suite, utilisée dans la revue Le Roi lion, une série pour découvrir et aimer la nature. Dans ce dessin animé, un suricate et un phacochère, respectivement nommés Timon et Pumbaa, apprennent à un lionceau nommé Simba qu'il devrait oublier son passé troublé et se concentrer uniquement sur le présent. Prononcée par ces deux personnages, cette phrase symbolise le Carpe Diem d'Horace, inspiré de l'épicurisme et du stoïcisme. Elle fait aussi écho à la chanson Il en faut peu pour être heureux, chantée dans Le Livre de la Jungle, des mêmes studios Disney, par l'ours Baloo qui joue le même rôle de personnage bienveillant et insouciant que Timon et Pumbaa dans l'éducation du héros. Hakuna matata est aussi une chanson de ce film, composée par Elton John sur des paroles de Tim Rice interprétée par Jimmy Cliff.
C'est aussi désormais le nom d'un restaurant dans le pays d'Adventureland au parc Disneyland, ouvert en mai 1995 en lieu et place du Aux Épices Enchantées, avec une thématique similaire.
Le 19 décembre 2018, une pétition demande à Disney d'abandonner la marque déposée hakuna matata mettant en cause un vol et une forme de colonialisme.

### Paroles françaises
Ci-dessous, un extrait des paroles françaises permet d'expliquer le sens qui est donné à l'expression dans le film des studios Disney :
« Hakuna matata
Mais quelle phrase magnifique
Hakuna matata
Quel chant fantastique 
Ces mots signifient
Que tu vivras ta vie
Sans aucun souci
Philosophie
Hakuna matata »
— Le Roi lion
Dans la comédie musicale, les paroles sont :
« Hakuna Matata ! Quelle formule épatante !
Hakuna Matata ! Quelle idée démente !
C'est vivre sa vie ! En faisant c'qui vous chante !
La philosophie ! du sans souci ! Hakuna Matata ! »
— Le Roi lion, la comédie musicale

## EnSwahili
L'expression « Hakuna matata » est en réalité une construction grammaticale inversée de la formule swahilie « matatizo hakuna » (« problèmes, il n'y a pas »), qui dans certaines régions swahilophones avait été modifié de la sorte pour des raisons euphoniques. La popularisation de cette forme « fautive » est assez récente, et principalement due dans un premier temps à la chanson Jambo Bwana (généralement chantée aux touristes pour les accueillir tout en leur transmettant des rudiments de kiswahili), puis surtout par Le Roi lion à partir de 1994, dont le succès populaire fut extraordinaire en Afrique (notamment via le cinéma de plein air). De nos jours, cette forme est clairement la plus employée, et n'est plus particulièrement liée dans l'imaginaire swahili au film de Disney ou aux deux chansons, alors que son emploi continue d'amuser les touristes. Dans un swahili plus classique, on emploie cependant plus les formes « hamna shida » (dans le nord) et « hamna tabu » (plus au sud).
La dimension « philosophique » de l'expression a quant à elle été fortement exagérée par Disney, pour la rapprocher du « Carpe diem » des épicuriens (la formule est tirée des Odes du poète latin Horace).
Aujourd'hui, « Hakuna matata » est une expression extrêmement fréquente dans le langage courant en swahili ou même en anglais du Kenya et de Tanzanie (« sheng »), et sert notamment à rassurer un interlocuteur ou à conclure un marché (« Je n'y vois pas d'inconvénient », « tout va bien », « pas de problème », « ça marche »...).

## Zoologie
- Hakuna matata Gumovsky & Bouček est une espèce de guêpes d'Afrique tropicale de la famille des Eulophidae ; ce taxon a été décrit en 2006[3].